# Giacomo Monti

Titelblatt von Christoph Scheiner: Prattica del parallelogrammo da disegnare, Bologna 1653.

Giacomo Monti (geb. 24. Juli 1600 in Bologna; gest. 30. März 1687 ebenda) war ein italienischer Drucker, Herausgeber und Verleger der Barockzeit.
Nachgewiesen ist seine Tätigkeit als Drucker und Herausgeber in Bologna. Bei Monti wurde u. a. eine Bologneser Gitarrenschule von Giovanni Battista Granata gedruckt. Diese war Gegenstand einer Dissertation. Überhaupt wurden bei ihm viele Musikalien bzw. Werke zur Kunst wie z. B. Malerei, aber auch zur Mathematik gedruckt. Er arbeitete mit mehreren Verlegern zusammen, bevor er selbst als Verleger tätig wurde.